# Паллавичино

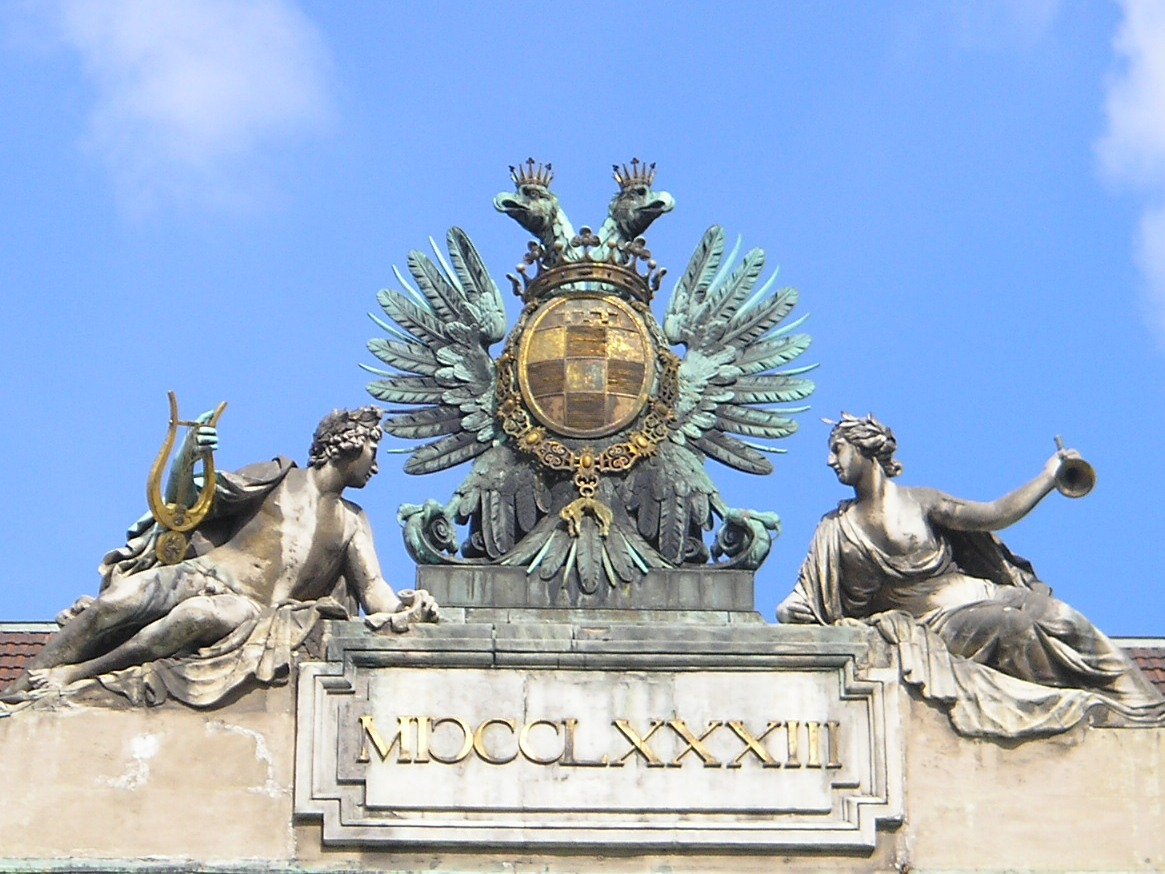
Родовой герб над венским дворцом Паллавичини

Паллавичино (Pallavacino) или (позднее) Паллавичини (Pallavicini) — итальянские феодалы, владевшие землями на стыке границ Лигурии, Ломбардии, Эмилии и Пьемонта. До XVII века им принадлежали такие города, как Буссето, Кортемаджоре, Фиденца, Ночето, Роккабьянка и Цибелло.
В позднейших итальянских родословцах Паллавичини наряду с Маласпина и Эсте причислялись к Обертингам — потомкам миланского маркграфа Оберто. В середине X века итальянский король Беренгар II разделил северо-запад Италии между ним и двумя другими маркграфами — Ардуином (его столицей стал Турин) и Алерамом (выбравшем своей столицей Верчелли, от него происходит Монферратская династия).

На страницах истории Паллавичини появляются в XIII веке в лице графа Оберто (1197—1269), который в качестве одного из наёмных кондотьеров партии гибеллинов привёл к покорности императору Фридриху II множество ломбардских городов (Парма, Пьяченца, Кремона, Павия, Брешиа). Некоторое время он владел также Миланом. После прихода в Италию Карла Анжуйского стал терпеть поражения. 

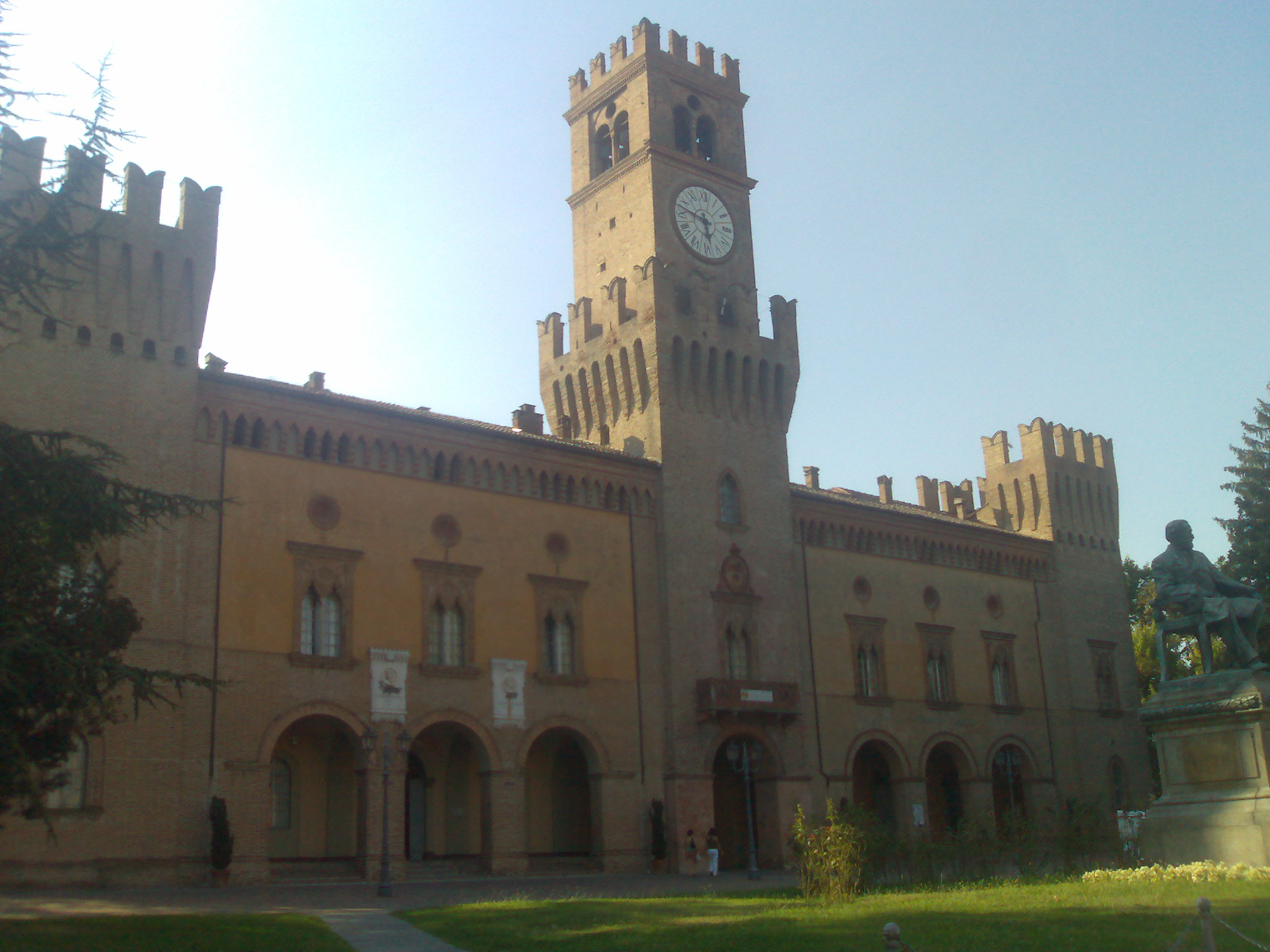
Резиденция маркграфов Паллавичино в Буссето

В период франкократии имена других Паллавичини гремели на востоке Средиземноморья — в Латинской империи. До 1313 года они держали в своих руках маркизат Бодоницы у аттического побережья напротив Эвбеи с центром в Водонице близ Фермопил. Родственные связи восточных Паллавичини с ломбардскими тёзками точно не установлены.

Ломбардские Паллавичини благодаря союзу с миланскими Висконти удержали за собой такие вотчины, как Ночето. Последним сюзереном этих земель был Роландо Великолепный (ум. 1457), искусно маневрировавший между основными политическими силами северной Италии. Он разделил свои владения между сыновьями, от которых произошли ветви рода с центрами в Буссето, Кортемаджоре, Цибелло, Полезине и Табьяно. 

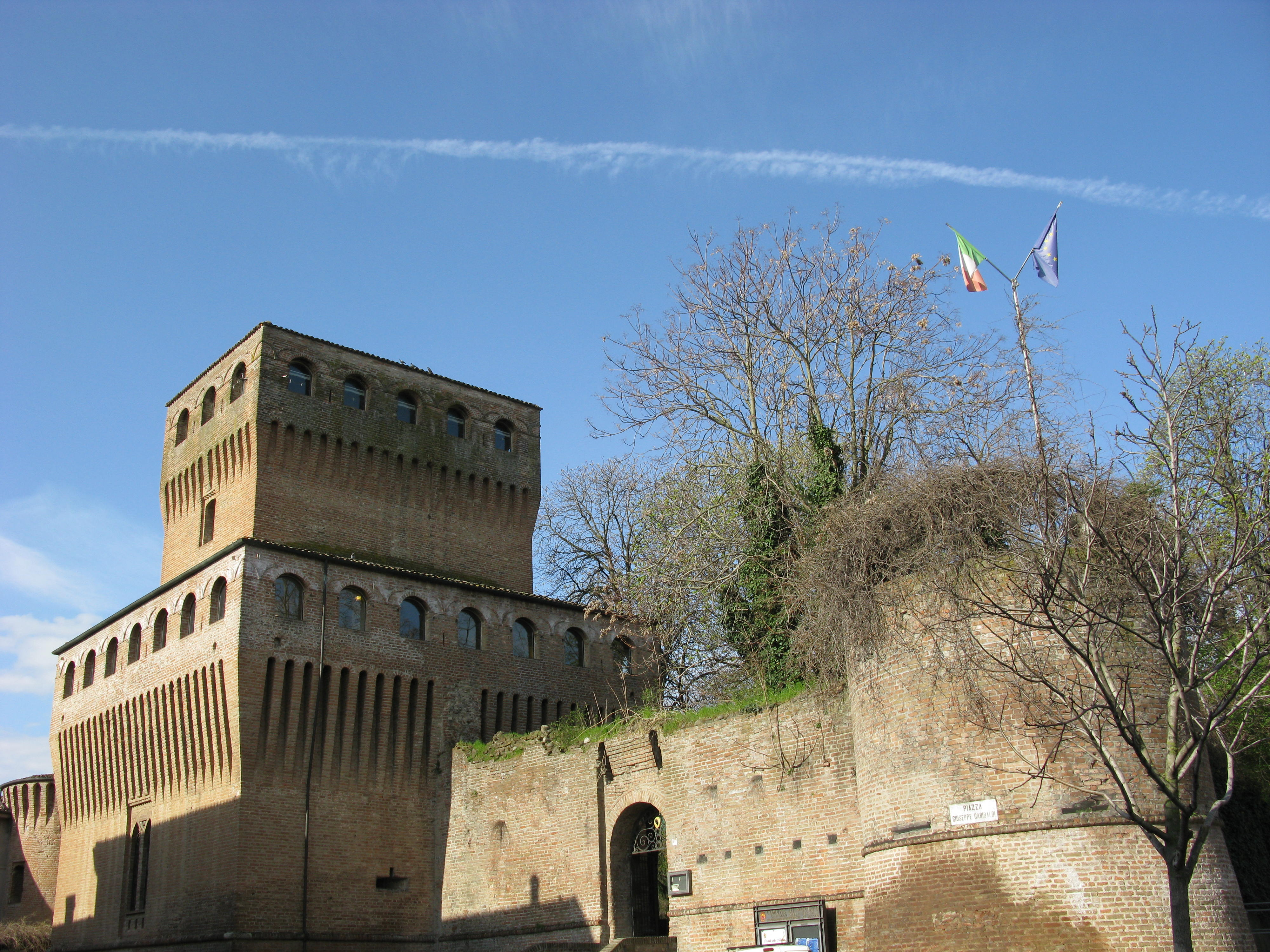
Замок Паллавичино в Ночето

Вотчины Паллавичини на протяжении всего XVI века оставались лакомым куском для пармских Фарнезе и были окончательно оккупированы ими в 1636 году. Одна из ветвей рода выехала к савойскому двору и обосновалась в Ступиниджи, другая перестроила Кортемаджоре в идеальный город Ренессанса. При мадридском дворе представители рода именовались на испанский манер — Парависино. Ещё одна ветвь прекратилась на Джорджо Паллавичини-Тривульцио (1796—1878), который заседал в Итальянском Сенате.
После прихода на север Италии Габсбургов некоторые ветви рода перешли на австрийскую службу и приобрели усадьбы в Венгрии. Ныне здравствующий маркиз Альфонсо Паллавичини женат на сестре бельгийской королевы.
Среди резиденций рода Паллавичини наиболее примечательны следующие:
- родовые замки в Ночето и Буссето
- дворец Паллавичини в Вене
- палаццо Паллавичини-Роспильози на Квиринале с обширным собранием искусства начала XVII века (первоначально — резиденция Шипионе Боргезе)
- вилла Паллавичино на берегу озера Маджоре
- вилла Дураццо-Паллавичини под Генуей

Семья Паллавичини долгое время занималась банкирской деятельностью, будучи связанной с генуэзским банком Сан Джорджо (в период XVI-XVII века в этой связи наиболее известен Агостино Паллавичино). Горацио Паллавичино, перебравшийся в Англию, заведовал расходами королевы Елизаветы I и породнился с семьей Кромвелей). Генуэзский банкир Никколо Паллавичини был покровителем Рубенса. Эмилио Паллавичини стал одним из основателей современного банковского бизнеса в Италии, вместе с аристократической семьей Бальби в 1870 году создал банк Credito Italiano, бывший одним из предшественников банка UniCredit. Эльвина Паллавичини, лидер «чёрной знати», в конце XX века активно вмешивалась в политику, в том числе в политику США. Экономист Джанкарло Паллавичини был советником М. С. Горбачева по экономическим вопросам. Представители семьи Паллавичини в настоящее время входят в руководство BNP Paribas, GWM Group, и других финансовых структур. Среди современных представителей семьи наиболее известен Альфонсо Паллавичини, занимавший руководящие должности в BNP Paribas и женатый на сестре бельгийской королевы Матильды.

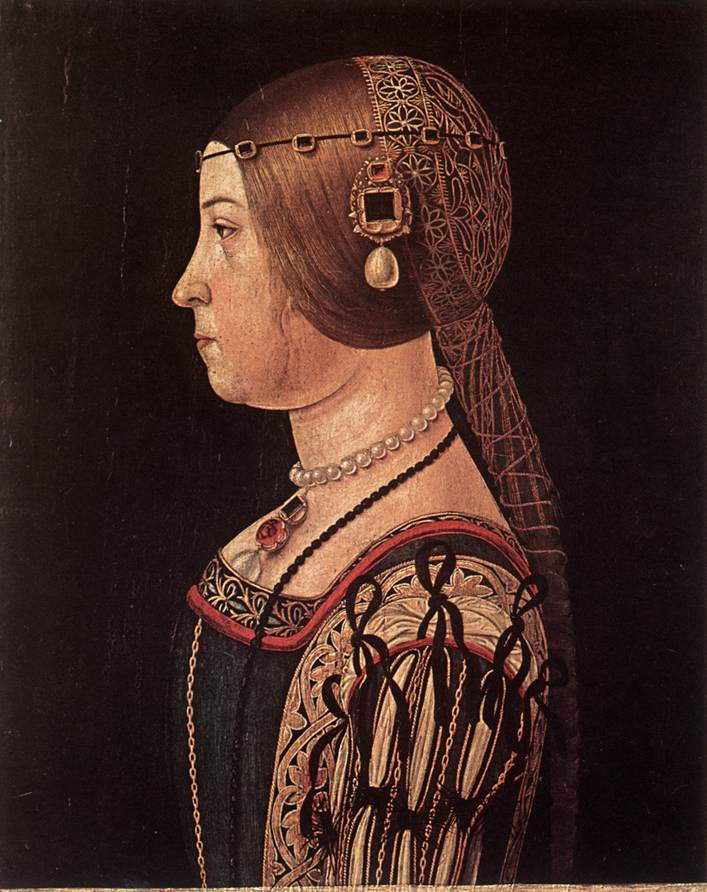
Барбара Паллавичино на портрете Алессандро Аральди
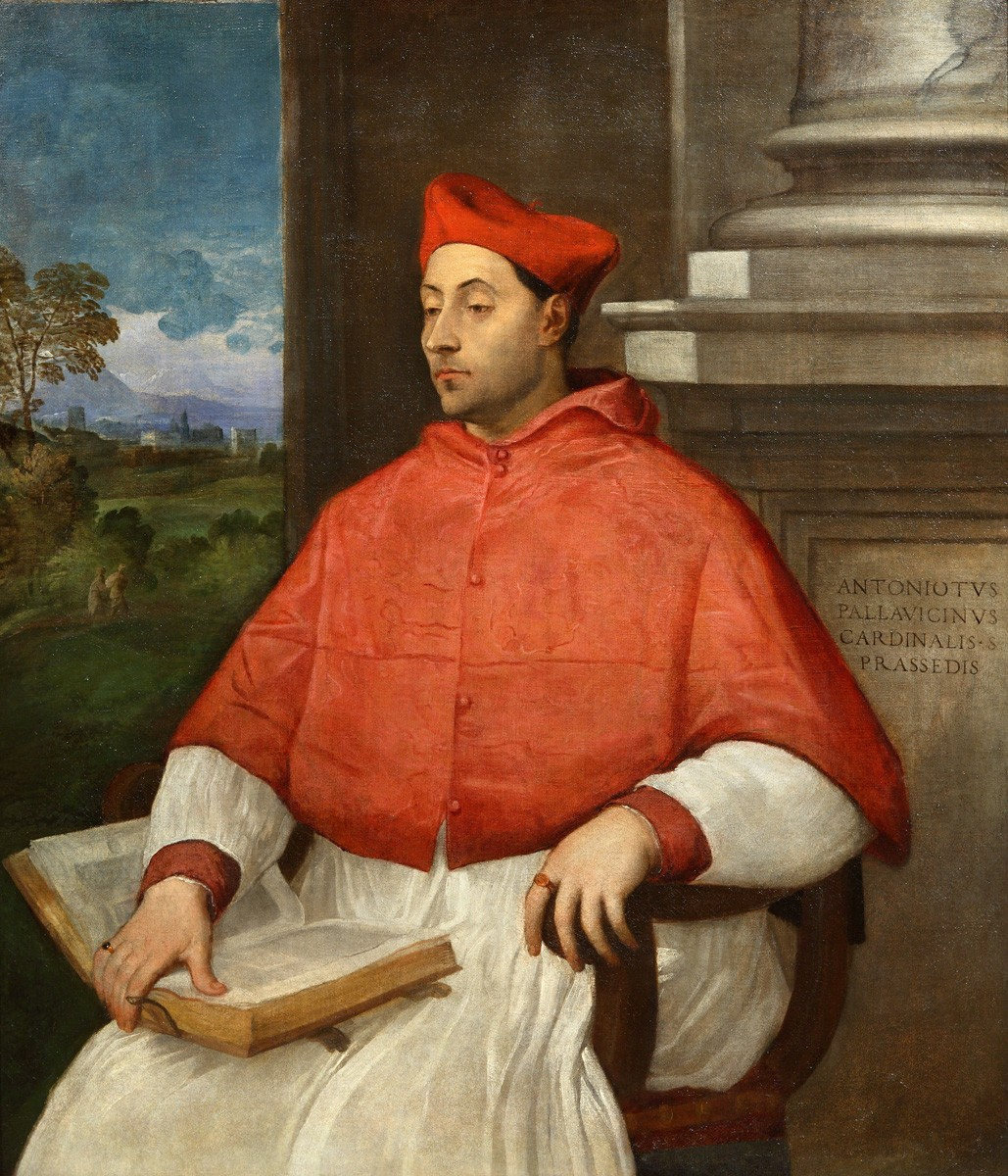
Себастьяно дель Пьомбо. Портрет кардинала Паллавичини
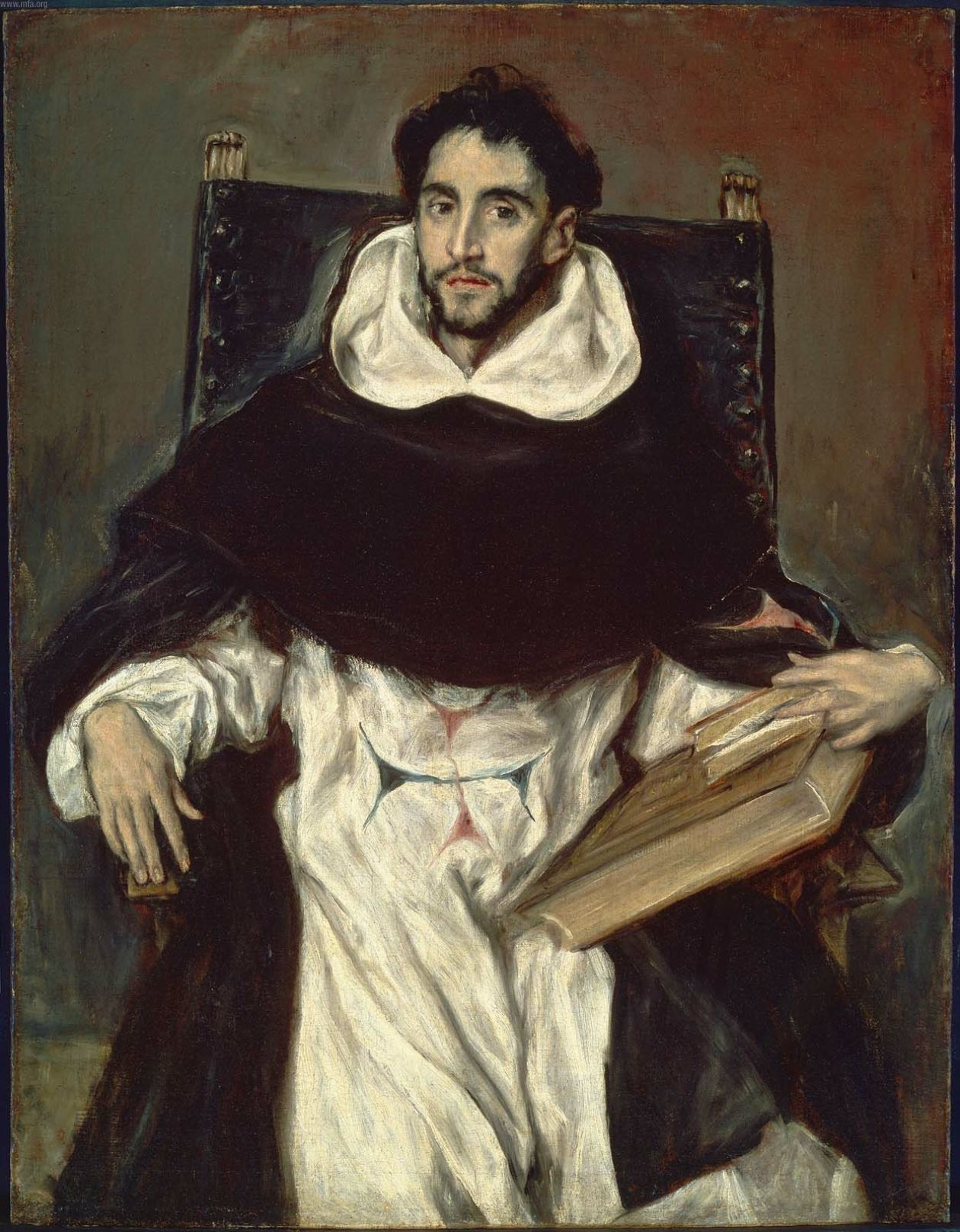
«Брат Ортенсьо Парависино», портрет кисти Эль Греко
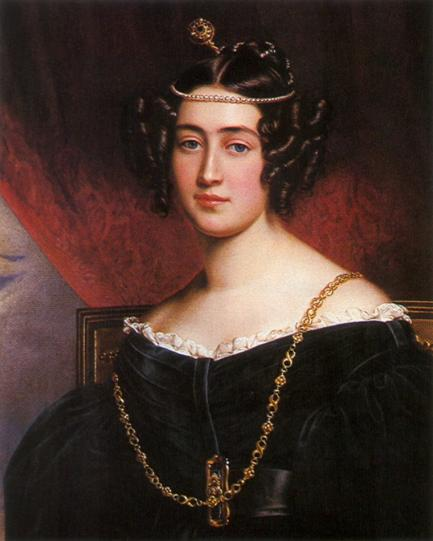
Ирина Паллавичини, портрет из Галереи красавиц Штилера
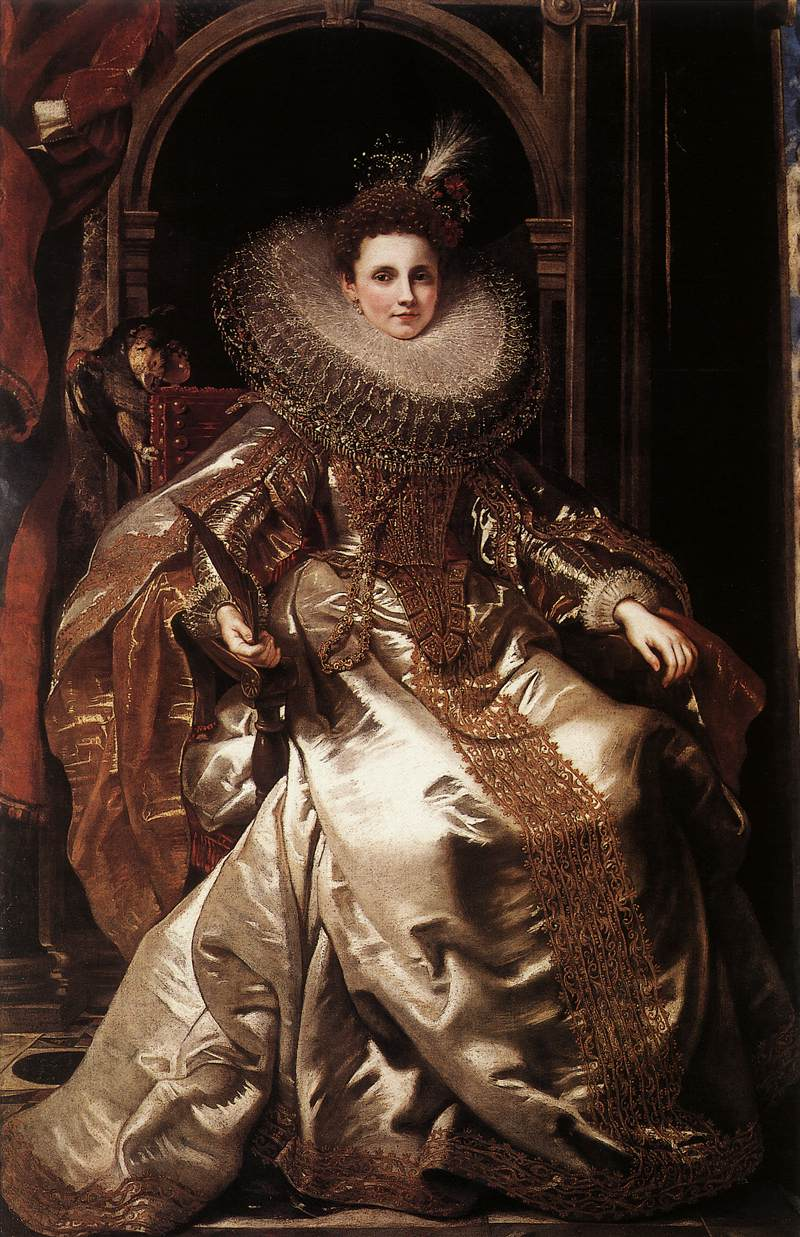
Питер Пауль Рубенс Мария Серра Паллавичино